# Stormblåst MMV
Stormblåst MMV (također poznat kao Stormblåst 2005 i Stormblåst (re-recorded)) je studijski album norveškog black metal-sastava Dimmu Borgir izdan 11. studenog 2005. Album je potpuno iznova snimljena verzija Dimmu Borgirovog albuma Stormblåst, koji je snimljen 1996. godine.
Značajne razlike između starog albuma uključuju nedostatak klavirskog uvoda na pjesmi Alt Lys Er Svunet Hen, sasvim drugačiji uvodni rif na pjesmi Stormblåst i dvije nove pjesme - Sorgens Kammer – Del II i Avmaktslave. Sorgens Kammer – Del II je zamjena za pjesmu Sorgens Kammer, sa stare verzije, koja je maknuta jer je melodija bila slična melodiji igre s Amige pod imenom Agony.

## Popis pjesama
CD
1. "Alt Lys Er Svunnet Hen" – 4:44
2. "Broderskapets Ring" – 5:30
3. "Når Sjelen Hentes Til Helvete" – 4:43
4. "Sorgens Kammer – Del II" (Nova pjesma) – 5:51
5. "Da Den Kristne Satte Livet Til" – 3:03
6. "Stormblåst" – 6:10
7. "Dødsferd" – 5:42
8. "Antikrist" – 3:36
9. "Vinder Fra En Ensom Grav" – 4:00
10. "Guds Fortapelse - Åpenbaring Av Dommedag" – 4:01
11. "Avmaktslave" (Nova pjesma) – 3:54

DVD
1. "Spellbound (by the Devil)" - 4:20
2. "Vredesbyrd" - 4:48
3. "Kings Of The Carnival Creation" - 8:07
4. "Progenies Of The Great Apocalypse" - 5:25
5. "Mourning Palace" - 5:45

## Doprinosi
- Shagrath – vokal, gitara, bas-gitara
- Erkekjetter Silenoz - gitara, bas-gitara, vokal
- Mustis - klavijature, klavir
- Hellhammer – bubnjevi